# Ferme du prieuré de Vilhosc
La ferme du prieuré de Vilhosc est une ferme située à Entrepierres, en France.

## Localisation
La ferme est située sur la commune d'Entrepierres, dans le département français des Alpes-de-Haute-Provence.

## Historique
L'édifice est classé au titre des monuments historiques en 1934.